# Тузлански партизански одред
Тузлански народноослободилачки партизански (НОП) одред је био је био партизанска јединица у саставу Народноослободилачке војске и партизанских одреда Југославије током Другог светског рата у Босни и Херцеговини. 

## Историјат
Формиран је 24. октобра 1943. код Тузле и имао је 4 батаљона са око 600 бораца. Одмах по формирању Тузлански одред је учествовао у борбама за одбрану Тузле са правца Добоја и планине Озрена где је имао знатне губитке. У немачкој источнобосанској зимској офанзиви у децембру 1943. изгубио је око 100 бораца, а после неуспелог напада на Тузлу (17. до 20. јануара 1944) спао је на око 120 бораца. Дејствујући у ширем рејону Сребреника, Одред се у фебруару и марту делимично опоравио, тако да је крајем марта имао 180 бораца, али је у априлу, у борбама са надмоћнијим немачким снагама претрпео нове губитке. Средином лета нарастао је на преко 200 бораца. У септембру Тузлански одред је ослободио Лукавац и Пурачић. Одред је 19. септембра 1944. дао два батаљона за формирање 21. источнобосанске (Тузланске) ударне бригаде и попуну 16. муслиманске и 18. хрватске бригаде, укупно око 300 бораца. У новембру Тузлански одред је имао 4 батаљона са 600 бораца. У децембру 1944. Одред поновно учествује у одбрани слободне Тузле. За успешно спречавање продора четничких јединица према Тузли, код Живиница и Ђурђевика, Одред је похваљен
од Штаба 3. ударног корпуса. У 1945. Тузлански одред је имао око 500 бораца и учествовао је у ослобођењу Сребреника, Лукавца, Пурачића, Живиница, Кладња. и Грачанице.